# Gestel (Eindhoven)
Gestel (Brabants: Gèssel) is een stadsdeel in het zuidwesten van Eindhoven, in de Kempen van de Nederlandse provincie Noord-Brabant. Het stadsdeel bestaat uit drie grote woonwijken. Gestel grenst verder aan de stadsdelen Strijp, Stratum en Eindhoven Centrum en de gemeenten Waalre en Veldhoven. Op 1 januari 2023 telde het stadsdeel 28.595 inwoners, verdeeld over 14.312 woningen, op een oppervlakte van 9,53 km².

## Etymologie
Het toponiem -gestel duidt op een stuk land dat verwijst naar een hoogte tussen twee dalen. Er wordt dan verwezen naar de rivieren de Dommel en de Tongelreep.

## Geschiedenis

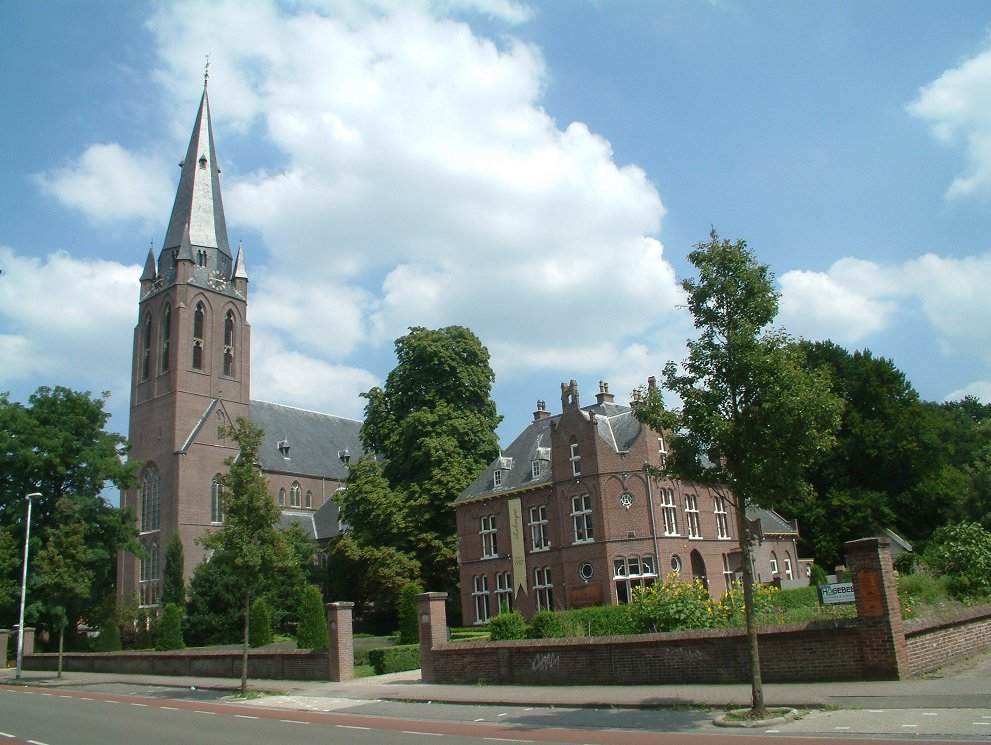
Sint-Lambertuskerk

Gestel behoorde oorspronkelijk tot de parochie Blaarthem, en deze was aan Sint-Lambertus gewijd.
Het dorp Gestel is al in de 16e en 17e eeuw terug te vinden op de kaarten van de omgeving Eindhoven. Het ging toen vooral om lintbebouwing langs de Hoogstraat en de Blaarthemseweg. In Gestel stond vanouds een kapel die aan Onze Lieve Vrouw was gewijd. Pas in 1833 werd in Gestel een kerk gebouwd, die in de plaats kwam van de Blaarthemse kerk en eveneens aan Sint-Lambertus was gewijd en de Blaarthemse kerk verving. De huidige Sint-Lambertuskerk stamt uit 1910. Het is rond deze kerk dat het oude centrum van Gestel zich ontwikkelde. Nog altijd is hier een concentratie van wat oudere huisjes, en ook staat er het klooster van de Zusters van Liefde.
De schepenbank van Gestel omvatte ook Stratum en Strijp. In de laatste plaats werden de zittingen gehouden. Sinds de napoleontische tijd behoorde Gestel tot de gemeente Gestel en Blaarthem, en in 1818 kreeg deze gemeente een wapen met Sint-Lambertus er op.
In het dorp Gestel woonden voornamelijk arbeiders uit Eindhoven. Lang bleef het grootste deel van Gestel onbebouwd, alleen op de smalle strook akkerland tussen de dalen van de Dommel en de Gender, rond de Hoogstraat en de Laagstraat, werden woningen geplaatst. In 1866 kreeg Gestel een halte aan de nieuwe spoorlijn Eindhoven-Valkenswaard-Hasselt. Vanaf 1896 reed de tramlijn Eindhoven - Reusel over de Hoogstraat.
Rond 1920 kwamen er, door de annexatie van Gestel door Eindhoven, plannen voor uitbreiding van het woningaanbod. Deze werden gepresenteerd door Louis Kooken en Joseph Cuypers. Er zou een haven komen en een aftakking van de spoorlijn, alles onderdeel van een overkoepelend plan voor Strijp en Gestel. Woningbouw werd planmatiger, maar het bleef bij het bouwen van de enigszins geïsoleerd liggende woonwijk De Bennekel, omdat het grootste deel van Gestel te laag gelegen was. Wel werd in 1935 besloten de krotten aan de Laagstraat te slopen.
Na de Tweede Wereldoorlog is de wijk De Bennekel vastgebouwd aan Eindhoven, en sedert de jaren 70 van de 20e eeuw werden ook de wijken naar het westen uitgebreid, tot tegen de snelwegen aan die de bebouwing van Eindhoven van die van Veldhoven scheiden.

## Gestel vanaf circa 1980
Gestel is een stadsdeel met rijkelijk veel groen (Genneper Parken, Dommelzone) en een uiteenlopende bebouwing. Ongeveer 12% van de woningen stamt van voor de Tweede Wereldoorlog, 44% van na 1970 en de rest is in de periode 1945-1969 gebouwd. Ongeveer 2/3 van de woningen zijn huurwoningen. In Gestel wonen op dit moment ongeveer 4000 allochtonen, voornamelijk van Somalische, Turkse, Marokkaanse, Antilliaanse en Surinaamse afkomst.
Gestel heeft verder veel water (o.a. Dommel, Gender en Tongelreep) wat de wijk aantrekkelijk maakt, maar ook voor problemen zorgt door het hoge waterpeil.

## Monumenten en belangrijke gebouwen

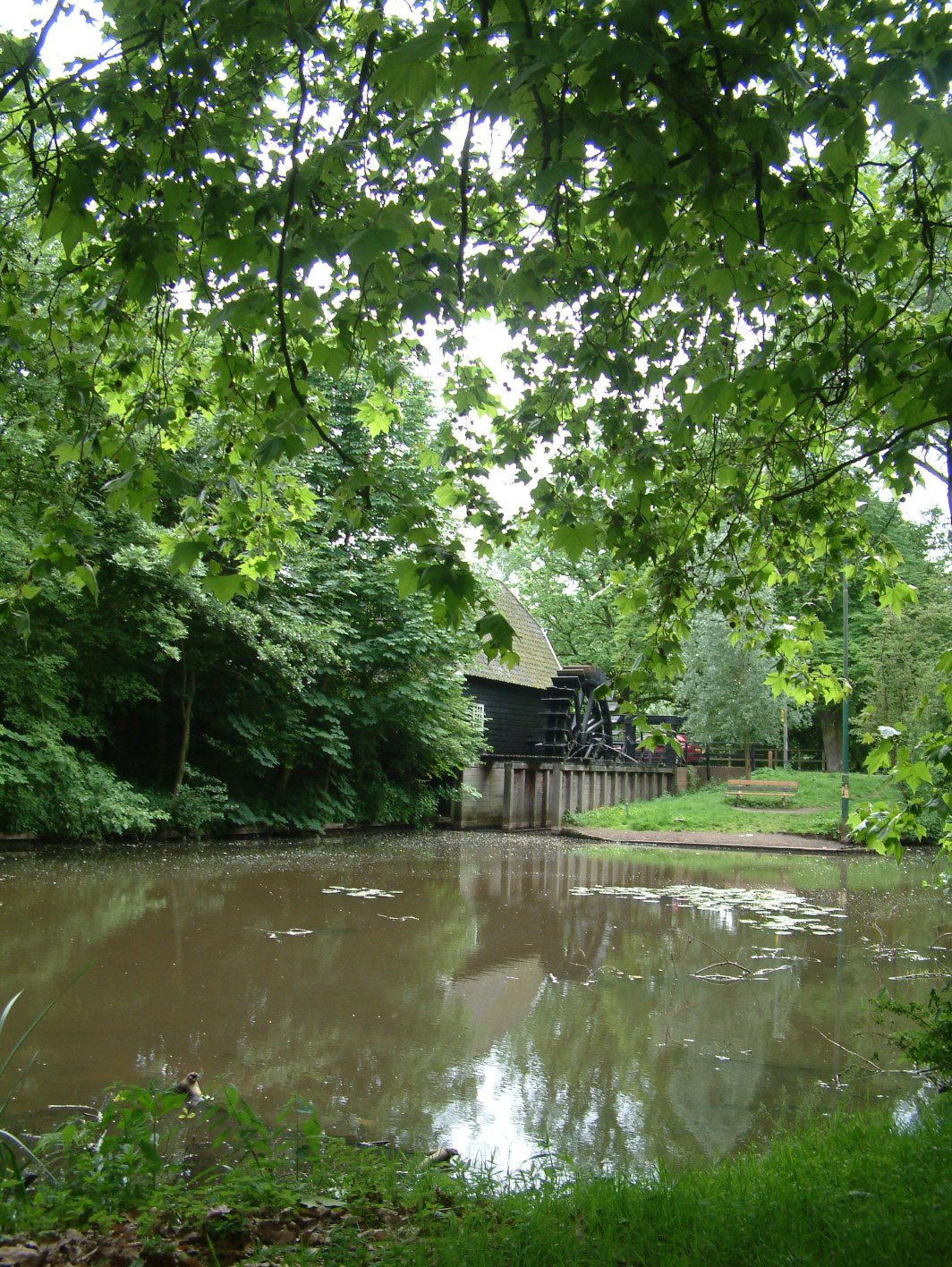
Genneper watermolen

In Gestel zijn 4 rijksmonumenten, 37 gemeentelijke monumenten en 1 historisch gebied te vinden
- Schrijversbuurt (historisch gebied)
- Genneper watermolen
- De Sint-Lambertuskerk met bijbehorende pastorie. Deze is gebouwd in 1910 naar een ontwerp van Wolter te Riele. Ze wordt gerekend tot de late neogotiek. Het interieur is uitgevoerd in schoon metselwerk, maar de gewelven zijn, afgezien van de kruisribben, wit gepleisterd. De kerk bezit een rijk versierd altaar, een houten Marianum en een preekstoel die gedragen wordt door een beeld van de heilige Augustinus. Omstreeks 1970 wilde het bisdom de kerk sluiten en verkopen, wat tot sloop zou hebben geleid. Een comité tot behoud van de kerk heeft gezorgd dat deze open bleef en haar bestemming bleef behouden.
- Clarissenklooster aan de Claralaan
- Spoorwachtershuisje aan de Hoogstraat, uit 1867.
- Diverse woonpanden aan de Hoogstraat, waaronder nummers 299 en 313-315
- Hoogstraat 231, het Ritahuis voor dakloze vrouwen, in 1919 gebouwd als Huize Kera, door sigarenfabrikant Kerssemakers.
- Klooster van de Zusters van Liefde van Schijndel, aan de Hoogstraat. Dit klooster werd gebouwd in 1883, en in 1884 kwamen er zes zusters te wonen. Ze gaven onderwijs en bejaardenzorg. Vanaf begin jaren 80 werd dit werk gestaakt, aangezien de overheid hierin voorzag. Bovendien kwamen er geen novicen. De zusters zijn een leefgemeenschap gaan vormen, de zogeheten Hoogstraatgemeenschap, en hebben zich ingezet voor groeperingen die maatschappelijk onderdrukten ondersteunen, zoals vluchtelingenwerk. Een van de bekendste groepen ervan is Emmaus. Naast vier zusters maakt een lekenechtpaar deel uit van de gemeenschap.

## Kunst en cultuur

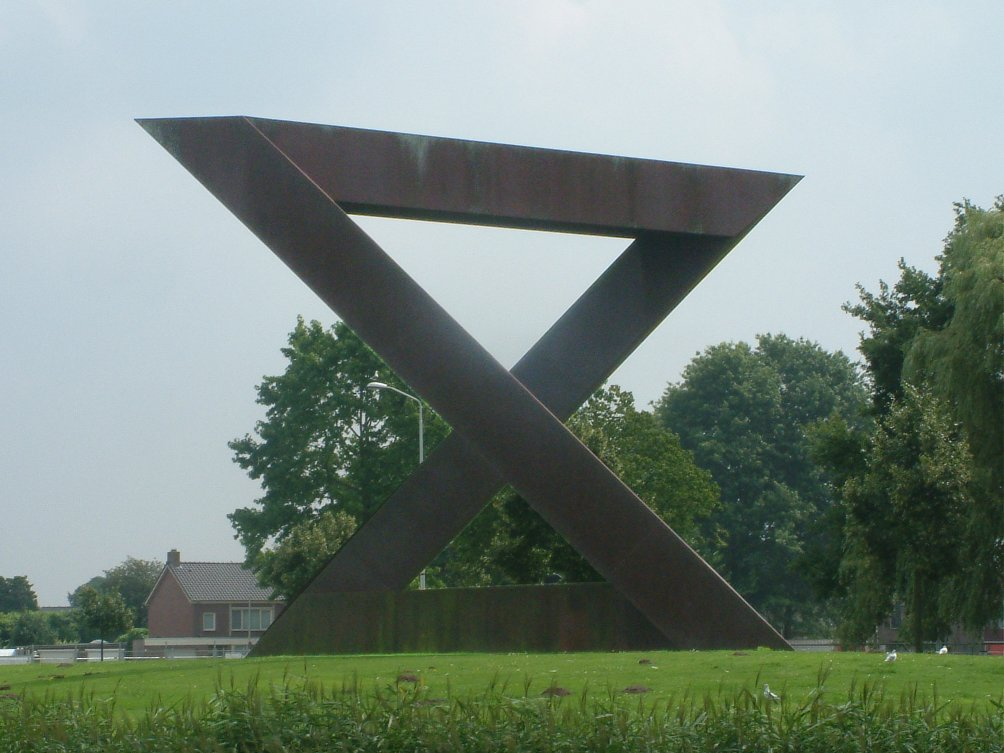
Kunstwerk 'Swing'

In Gestel staat het Historisch Openlucht Museum Eindhoven in de Genneper Parken. De Genneper Watermolen werd viermaal op doek geschilderd door Vincent van Gogh. Uit diens bezoeken aan Gestel kwam een kortstondige vriendschap voort met de uit Gestel afkomstige kunstschilder Anton Kerssemakers (1846-1924).
In de openbare lucht staan de volgende kunstwerken opgesteld:
- Kunstwerk 'Swing' van Arie Berkulin
- Beeldje De Blauwbuik uit 1986 van Mieke Coppens-Frehe, aan het Franz Léharplein.

## Natuur en landschap
Het oorspronkelijke landschap is vrijwel geheel volgebouwd. Het ooit fraai meanderende riviertje de Gender is veranderd in een afvoersloot, maar ten zuiden van Gestel stroomt nog altijd de Dommel. In het Dommeldal liggen nog enkele vijvers en er zijn wat moerasgebiedjes. Ook loopt er een fietspad langs. Het natuurgebied De Hogt, ooit een aantrekkelijk broekgebied, is vrijwel geheel teloorgegaan door de aanleg van een verkeersplein.

## Sport en recreatie
- IJssportcenturm Eindhoven
- Diverse andere sportfaciliteiten bevinden zich in de Genneper Parken

## Economie
- Vroeger waren er textielfabrieken, zoals de linnen- en damastweverij Kerssemakers aan de Hoogstraat
- Ook trof men in Gestel sigarenfabrieken aan, zoals die van Kerssemakers-Rath & Co. (KeRaCo) aan de Hoogstraat, welke onder meer het merk Oost-West fabriceerde.
- In de fabriek van Keraco kwam Patent Machine Bouw PMB van Mignot & De Block, waar tabaksmachines werden ontwikkeld en gebouwd.
- De High Tech Campus Eindhoven, in 1998 ontstaan als het centrale onderzoekscentrum van Philips en in 2003 opengesteld voor innovatieve bedrijven, ligt in het zuiden van Gestel.
- Bedrijventerrein De Hurk/Croy ligt ten noorden van Gestel, op de grens met Strijp. Dit zeer grote bedrijventerrein bevat tal van uiteenlopende bedrijven.

## Wijken en buurten
- Rozenknopje
  - Hagenkamp
  - Oude Spoorbaan
  - Schrijversbuurt
- Oud-Gestel
  - Rapelenburg
  - Bennekel (Gestel-Oost)
  - Blaarthem
  - Genderdal (Gestel-West)
  - Gennep
  - De Beemden
- Oud Kasteel
  - Genderbeemd
  - Ooievaarsnest
  - Hanevoet

## Geboren in Gestel
- Anton Kerssemakers 1846-1924, kunstschilder

## Fotogalerij

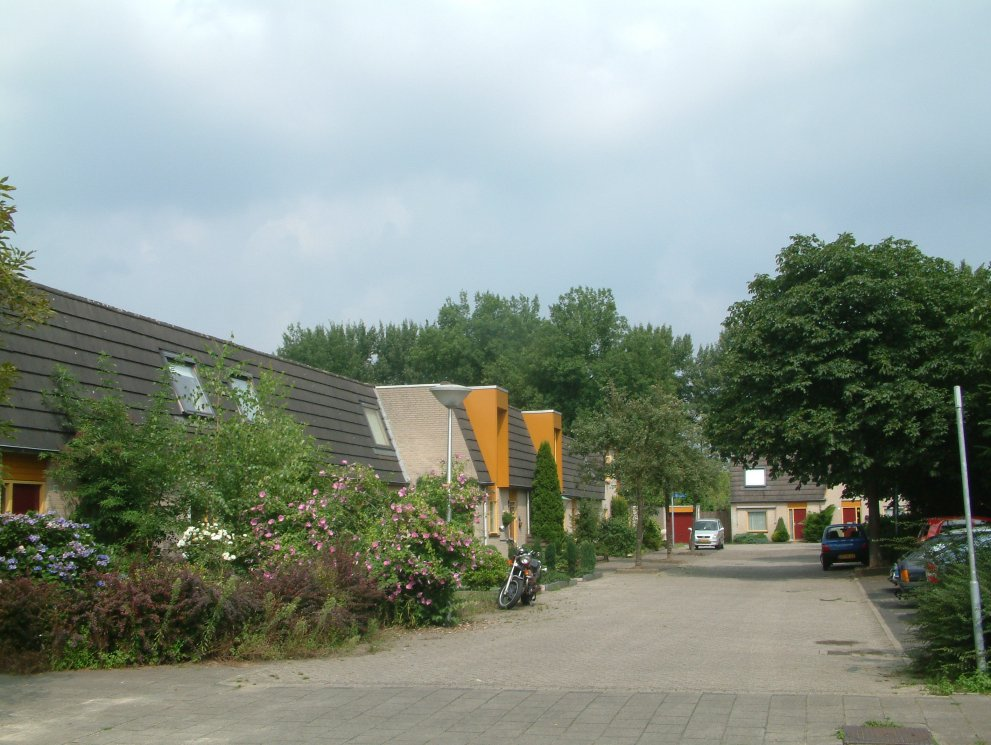
buurt Hanevoet
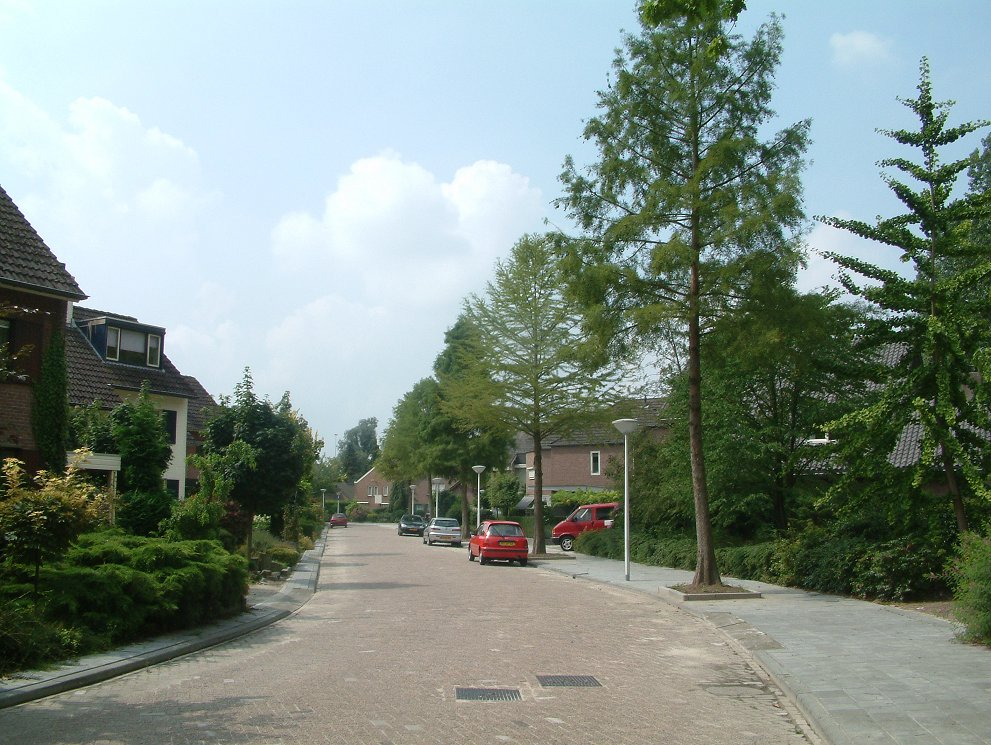
buurt Ooievaarsnest
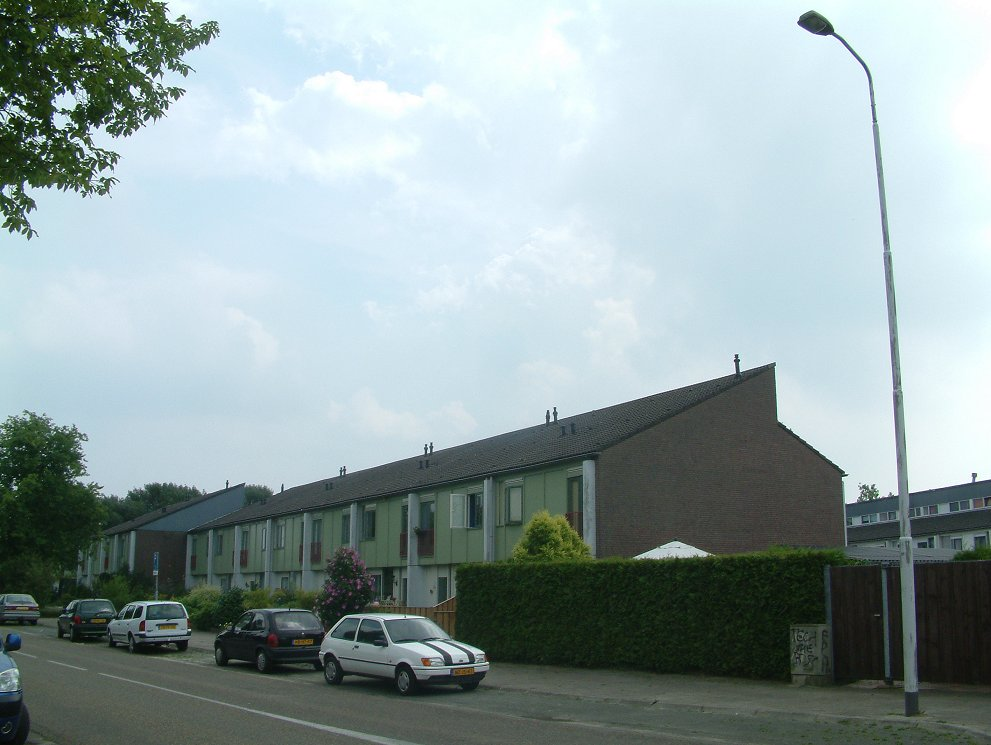
buurt Genderbeemd